# Jumbo (entreprise suisse)
Pour les articles homonymes, voir Jumbo.
Jumbo, division de Coop, est un détaillant suisse qui exploite des marchés de la construction. Ces marchés sont orientés vers la gamme de produits do-it-yourself, décoration et jardin. Jumbo vise une position de leader sur le marché régional de toute la Suisse.
Jumbo a comme concurrent Do it + Garden Migros, ainsi que les chaînes allemandes OBI et Hornbach.
Fin 2000, à la suite de la création d'une joint-venture entre Maus Frères et Carrefour, Jumbo est détenu à 60% par Maus Frères et à 40% par Carrefour. 11 hypermarchés Jumbo changent d'enseigne et sont exploités sous l'enseigne Carrefour Suisse.
Le 1er avril 2021, la holding Maus Frères Holding officialise la vente de l’entreprise Jumbo-Markt AG à son concurrent Coop. Le montant de la transaction n’est pas indiqué.
En automne 2022, les 84 magasins Coop Brico+Loisirs deviennent Jumbo.